# Eben-Haëzerkerk (Arnemuiden)
De Eben-Haëzerkerk is een gereformeerd kerkgebouw in Arnemuiden, gelegen aan de Kerklaan. De kerk werd in 1966-1967 gebouwd ter vervanging van een oudere kerk aan de Lionstraat. Sinds 2004 maakt de gemeente onderdeel uit van de Protestantse Kerk in Nederland.

## Geschiedenis
Sinds 1903 stond er een gereformeerde kerk aan de Lionstraat, maar al snel bevond dit gebouw, vanwege vochtproblemen, zich in een slechte staat. Bij een kerkenraadsvergadering op 18 juni 1962, kwam een renovatie ter sprake, maar de kosten zouden zo hoog uitvallen dat er een optie werd overwogen om over te gaan op nieuwbouw. Er werd een bouwcommissie benoemd en om de financiële last te kunnen dragen, werden er verschillende acties gehouden, waarvan een garnalenpelactie landelijke bekendheid kreeg. Architectenbureau Steen en Tuinhof leverde een ontwerp voor de nieuwe kerk, dat werd geaccepteerd na een wijziging; het platte dak moest een puntdak worden. Ook werd besloten om een nieuwe pastorie te laten bouwen.
Uiteindelijk werd eind 1965 besloten om met de nieuwbouw te beginnen en na rijksgoedkeuring op 19 januari 1966 werd een aannemer gezocht. Het werk werd aangenomen door Maco B.V. en op 11 maart 1966 vond de eerstesteenlegging plaats. Op 9 maart 1967 kon het nieuwe gebouw in gebruik worden genomen. De totale kosten bedroegen uiteindelijk 530.000 gulden.

## Gebouw
Het gebouw betrof aanvankelijk een eenvoudige zaalkerk met aan de zuidzijde een verenigingsgebouw en consistorie. Aan dit gebouw stond een zeventien meter hoge toren, met daarop een drie meter hoog ankerkruis, vervaardigd door smid G. van Boven. Voor de aanschaf van de twee klokken werd een speciale actie gehouden. Beide hebben een inscriptie, namelijk Fide Deo (Vertrouw Op God) en Donec Dies Elucescat (Totdat De Grote Dag Aanbreekt).
Het orgel uit de oude kerk, gebouwd door de firma Pels & Van Leeuwen, werd door dezelfde firma overgeplaatst. Bij de overplaatsing werd de windmachine echter verkeerd aangesloten op de windlades, waardoor het orgel te weinig luchtdruk had en niet goed functioneerde. Later is deze fout gecorrigeerd. Begin 2014 is het orgel gereviseerd door de firma Nijsse.

## Verdere geschiedenis
In 1976 werd een verbouwingscommissie opgericht die een stuk grond aankocht voor de bouw van een nieuw jeugdgebouw. Dit gebouw kon op 8 maart 1980 in gebruik worden genomen. Sinds 2004 is de gemeente onderdeel van de Protestantse Kerk in Nederland, in het kader van het Samen op Weg-proces, maar bleef bekend staan als de gereformeerde kerk. Ook kwam het niet tot een fusie met de plaatselijke hervormde gemeente, die onderdeel uitmaakt van de Gereformeerde Bond.
Door ruimtegebrek werd rond 2014 de kerk uitgebreid. Gelijktijdig werd achterstallig onderhoud weggewerkt en de bestaande delen gerenoveerd.